# Autoridad Europea de Valores y Mercados
La Autoridad Europea de Valores y Mercados (en inglés: European Securities and Markets Authority,  ESMA) es la autoridad supervisora del sistema financiero de la Unión Europea en lo referido a valores y mercados financieros, con sede en París.
Entró en funcionamiento el 1 de enero de 2011, sustituyendo al Comité Europeo de Reguladores de Valores. Es una de las tres nuevas autoridades europeas de supervisión establecidas dentro del Sistema Europeo de Supervisión Financiera, junto con la Autoridad Bancaria Europea y la Autoridad Europea de Seguros y Pensiones de Jubilación.

## Descripción
Las principales funciones de esta agencia europea son: buscar la convergencia entre los distintos supervisor de mercados y servicios de inversión, asegurar la integridad, funcionalidad y transparencia de los mercados de valores en la Unión Europea y colaborar con el resto de las autoridades de supervisión.

## Normativa
En 2018 la ESMA adoptó nuevas medidas para Opciones Binarias y contratos por diferencia (CFD).
Desde el 1 de agosto de 2018 se ha impuesto una restricción tanto en comercialización y venta a inversores minoristas. Esta restricción consiste mayormente en límites de apalancamiento más severos, una regla de cierre de margen por cuenta, una protección de saldo negativo, evitar el uso de incentivos por parte de un broker de CFD y una firme advertencia de riesgo específico entregada de manera estandarizada. Desde el 2 de julio de 2018 las opciones binarias están prohibidas tanto en comercialización, como en distribución y venta a inversores minoristas.